# Upstart
Upstart ist ein Hintergrundprogramm (Daemon) für Linux-Systeme, das als init-Prozess als erster Prozess (Process ID 1) zum Starten, Überwachen und Beenden weiterer Prozesse dient. Es ist ein ereignisorientierter Ersatz für das in vielen Unix-Systemen verwendete init von System V, das SysVinit. Es wurde ursprünglich von Canonical für Ubuntu entwickelt, von dem es 2014 aufgegeben wurde. Seitdem wird es nicht mehr weiterentwickelt. Upstart wurde in vielen Distributionen durch systemd ersetzt.

## Besonderheiten
Upstart basiert auf SysVinit, zu dem es auch vollständig abwärtskompatibel ist, und kann dadurch auch SysVinit-Skripte unverändert ausführen.
Upstart soll die Probleme von SysVinit bezüglich Geschwindigkeit, wechselnder Hardware und dem Neustarten von Prozessen beheben.
Um dies zu erreichen, ist Upstart ereignisorientiert. Bei Eintreten eines Ereignisses, wie dem Einstecken eines USB-Sticks, werden die notwendigen Jobs gestartet, um die gewünschte Funktion bereitzustellen. Upstart erlaubt das gleichzeitige Ausführen von Jobs unabhängiger Ereignisse. Dies beschleunigt den Start des Systems und ermöglicht außerdem eine einfachere Handhabung von auswechselbarer Hardware.

## Geschichte
Upstart wurde von den Ubuntu-Entwicklern eingeführt. Es wurde von Scott James Remnant auf Grundlage des Codes von SysVinit entwickelt, bevor er Canonical Ltd. verließ. Die Pflege des Projekts übernahm daraufhin Canonical-Entwickler James Hunt.
Ab Version 6.10 Edgy Eft von Ubuntu kann es als Ersatz für den standardmäßig installierten alten init-Prozess verwendet werden, arbeitet dort allerdings nur im Kompatibilitätsmodus zum System V. Seit Ubuntu 7.10 Gutsy Gibbon kann Upstart durch Änderungen an den relevanten Shellskripten seine Stärken ausspielen.
Auch das Fedora-Projekt ersetzte (ab Version 9) SysVinit durch Upstart, verwendet jedoch ab Version 15 systemd. Dadurch enthielt auch die Version 6 von Red Hat Enterprise Linux Upstart als Init-System. openSUSE bot Upstart ab Version 11.3 als optionales Init-System an, wechselte jedoch mit Version 12.1 ebenfalls auf systemd. In späteren Versionen sollte Upstart auch cron-, at- oder anacron-Daemons ersetzen.
Am 12. Februar 2014 entschied auch der technische Ausschuss von Debian, in Zukunft auf systemd zu wechseln. Damit war Ubuntu die letzte große Distribution, welche Upstart verwendete. Am 14. Februar machte daraufhin Mark Shuttleworth in einem Blogeintrag bekannt, dass auch Ubuntu diesem Schritt folgen würde. Die Weiterentwicklung von Upstart ist seitdem eingefroren.
Upstart wird in Google ChromeOS und dessen Basis Chromium OS verwendet.